# Álvaro Ormeño
Álvaro Andrés Ormeño Salazar (Viña del Mar, Chile, 4 de abril de 1979) es un exfutbolista profesional chileno. Jugaba en la posición de lateral derecho.
Es hijo del exfutbolista chileno Raúl Ormeño, que fue referente y capitán de club chileno Colo-Colo, y hermano mayor de Martín Ormeño, también futbolista.

## Trayectoria
Luego de hacer todas las divisiones inferiores en Colo-Colo hasta los 17 años, donde estaba relegado a la banca debido a problemas de crecimiento, salió del conjunto albo en busca de minutos. Tras debutar en Tercera División en Hosanna, Ormeño pegó el salto a Ñublense en Primera división B chilena y luego jugaría por Deportes Ovalle. En el año 2002 debutó en la Primera división chilena, con Santiago Morning. De ese club fue transferido a Everton de Viña del Mar, donde jugó tres temporadas. En junio de 2005, antes de comenzar el torneo de Clausura, Ormeño fue contratado por Colo-Colo, jugando 35 partidos y anotando 2 goles. Después de 18 meses en Colo-Colo, en enero del 2007, acordó su traspaso al equipo argentino Gimnasia y Esgrima de La Plata por US 700.000, jugando la temporada 2007 como titular indiscutido: Participó en 56 partidos, anotando 2 goles. 
El día 28 de diciembre del 2010, vuelve a Colo-Colo por 2 años. Tras dos campañas en donde se destacó más por la vehemencia mostrada en el campo de juego que por su rendimiento, además de caerse a último minuto un regreso al fútbol argentino a defender la camiseta de Belgrano, en febrero de 2013 es anunciado como nuevo jugador de Deportes Iquique. A mediados de 2014, ficha por Rangers de la Primera B chilena, donde juega por una temporada, hasta retirarse del fútbol en 2015.

## Selección chilena
Jugó la Copa América del 2007, dirigida por Nelson Acosta y con Jorge Valdivia como capitán del equipo. Ormeño utilizó la dorsal número 2.
En julio de 2007 fue castigado inicialmente por la ANFP con 20 partidos de suspensión, para vestir la camiseta de la selección adulta, por un escándalo en la concentración mientras se disputaba la Copa América 2007 de Venezuela; junto a Jorge Valdivia, Pablo Contreras, Jorge Vargas, Rodrigo Tello y Reinaldo Navia. La actuación de la Selección de fútbol de Chile en la Copa América del 2007 no fue trascendental, perdiendo contra Brasil el partido en su grupo y el de cuartos de final. Álvaro Ormeño fue uno de los más rescatables dentro de la actuación de la Selección de fútbol de Chile. 
El día 5 de octubre de 2012 tras cinco años vuelve a la selección, esta vez dirigida por Claudio Borghi para las Clasificatorias 2014.

### Participaciones en Copa América
| Torneo            | Sede      | Resultado        | PJ |
| ----------------- | --------- | ---------------- | -- |
| Copa América 2007 | Venezuela | Cuartos de final | 3  |

### Partidos internacionales
| Partidos internacionales | Partidos internacionales | Partidos internacionales                                   | Partidos internacionales | Partidos internacionales | Partidos internacionales | Partidos internacionales | Partidos internacionales | Partidos internacionales | Partidos internacionales |
| N.º                      | Fecha                    | Estadio                                                    | Local                    | Resultado                | Visitante                | Goles                    | Asistencias              | DT                       | Competición              |
| ------------------------ | ------------------------ | ---------------------------------------------------------- | ------------------------ | ------------------------ | ------------------------ | ------------------------ | ------------------------ | ------------------------ | ------------------------ |
| 1                        | 2 de junio de 2007       | Estadio Ricardo Saprissa, Tibás, Costa Rica                | Costa Rica               | 2-0                      | Chile                    |                          |                          | Nelson Acosta            | Amistoso                 |
| 2                        | 5 de junio de 2007       | Independence Park, Kingston, Jamaica                       | Jamaica                  | 0-1                      | Chile                    |                          |                          | Nelson Acosta            | Amistoso                 |
| 3                        | 27 de junio de 2007      | Estadio Cachamay, Puerto Ordaz, Venezuela                  | Ecuador                  | 2-3                      | Chile                    |                          |                          | Nelson Acosta            | Copa América 2007        |
| 4                        | 1 de julio de 2007       | Estadio Monumental, Maturín, Venezuela                     | Brasil                   | 3-0                      | Chile                    |                          |                          | Nelson Acosta            | Copa América 2007        |
| 5                        | 7 de julio de 2007       | Estadio José Antonio Anzoátegui, Puerto La Cruz, Venezuela | Chile                    | 1-6                      | Brasil                   |                          |                          | Nelson Acosta            | Copa América 2007        |
| Total                    | Total                    | Total                                                      | Presencias               | 5                        | Goles                    | 0                        |                          |                          |                          |

| Selección chilena | Selección chilena | Selección chilena |
| Año               | Partidos          | Goles             |
| ----------------- | ----------------- | ----------------- |
| 2007              | 5                 | 0                 |
| Total             | 5                 | 0                 |

## Clubes
| Club                           | País      | Año       |
| ------------------------------ | --------- | --------- |
| Hosanna                        | Chile     | 1999      |
| Ñublense                       | Chile     | 2000      |
| Deportes Ovalle                | Chile     | 2001      |
| Santiago Morning               | Chile     | 2002      |
| Everton                        | Chile     | 2003-2005 |
| Colo-Colo                      | Chile     | 2005-2006 |
| Gimnasia y Esgrima de La Plata | Argentina | 2007-2010 |
| Colo-Colo                      | Chile     | 2011-2012 |
| Deportes Iquique               | Chile     | 2013-2014 |
| Rangers                        | Chile     | 2014-2015 |

## Palmarés

### Campeonatos nacionales
| Título           | Club             | País  | Año     |
| ---------------- | ---------------- | ----- | ------- |
| Primera B        | Everton          | Chile | 2003    |
| Primera División | Colo-Colo        | Chile | 2006-A  |
| Primera División | Colo-Colo        | Chile | 2006-C  |
| Copa Chile       | Deportes Iquique | Chile | 2013-14 |